# Гусла (Проспер Мериме)
„Гусла“ (на френски: La Guzla, ou Choix de poesies illyriques, recueillies dans la Dalmatie, la Bosnie, La Croatie et l'Hertzegowine) е стихосбирка от 1827 година, литературна мистификация на френския поет Проспер Мериме.
Книгата, издадена анонимно, е представена като сборник от преведени фолклорни балади от „Далмация, Босна, Хърватия и Херцеговина“, допълнени с коментари на преводача. В действителност всички стихотворения, освен едно – народната песен „Хасанагиница“, – са написани от Проспер Мериме. Сборникът първоначално е приет за автентичен от поети, като Адам Мицкевич и Александър Пушкин, който превежда част от баладите на руски. Според по-късни обяснения на Мериме, целта на изданието е да пародира модерното през Романтизма влечение към екзотичен фолклор.